# Jan Georg Bertelmann
Jan Georg Bertelmann (* 21. Januar 1782 in Amsterdam; † 25. Januar 1854 ebenda) war ein niederländischer Komponist.

## Leben und Werk
Jan Georg Bertelmann war Schüler des blinden Orgelvirtuosen Daniel Brachthuyser (1779–1832).
Jan Georg Bertelmann verfasste ein Requiem, eine Messe, ein Streichquartett, Violin- und Klavierkompositionen. Im Status des Manuskript verblieben verschiedene Kantaten, Orchesterwerke, Chöre, Violinetüden sowie eine Harmonielehre.